# Jack Abbott
Jack Abbott este un personaj interpretat de Peter Bergman încă din 1989 pentru serialul Tânăr și neliniștit. Caracterul este cel mai vârstnic vlăstar al familiei Abbott și apare pentru prima dată în serial în anul 1988. A fost președintele CEO al Jabot Cosmetics, rivala companiei Newman Enterprises condusă de Victor Newman.

## Căsătorii
- Patty Williams (divorțat, 1982-1984)
- Lindsay Wells (nelegală, 1985)
- Nicole "Nikki" Reed Chow (divorțat, 2012)
- Luan Volien Abbott (decedată, 1995-1996)
- Phyllis Summers (divorțat, 2001-2003, 2015-2016)
- Sharon Newman (divorțat, 2007-2008)

## Copii
- Keemo Volien Abbott (fiu; cu Luan)
- Kyle Jenkins Abbott (fiu; cu Diane)

## Jack șiPhyllis
În 2001 Jack începe o relație cu Phyllis Summers (Michelle Stafford), angajată la Newman Enterprises. Se căsătoresc dar Diane Jenkins îi înscenează lui Phyllis o tentativă de crimă din care iese cu greu. Jack și Phyllis divorțează în 2003, dar rămân apropiați, până în 2006, când Phyllis rămâne însărcinată cu Nicholas Newman (Joshua Morrow). În 2015, s-a recăsătorit cu Phyllis Summers (Gina Tognoni). În 2016, au divorțat.